# Cassini (cratère lunaire)
Pour les articles homonymes, voir Cassini.
Cassini est un cratère lunaire situé sur la face visible de la Lune. Il est localisé dans le Palus Nebularum à l'Est de la Mare Imbrium. Au nord-est s'élève le Promontorium Agassiz prolongé par le Promontorium Deville et le sommet méridional des Montes Alpes. Au sud-sud-est s'étend le cratère Theaetetus ainsi que le Montes Caucasus. Au nord s'élève le sommet du Mons Piton. Le sol du cratère Cassini fut inondé et il semble être aussi vieux que la Mare Imbrium qui l'entoure. La surface est parsemée d'une multitude d'impacts, comprenant une paire de cratères contenus entièrement à l'intérieur du cratère Cassini.
En 1935, l'Union astronomique internationale lui a attribué le nom de Cassini en l'honneur des astronomes français Giovanni Domenico Cassini et son fils Jacques Cassini.
Par convention, les cratères satellites sont identifiés sur les cartes lunaires en plaçant la lettre sur le côté du point central du cratère qui est le plus proche de Cassini.
| Cassini | Latitude | Longitude | Diamètre |
| ------- | -------- | --------- | -------- |
| A       | 40.5° N  | 4.8° E    | 15 km    |
| B       | 39.9° N  | 3.9° E    | 9 km     |
| C       | 41.7° N  | 7.8° E    | 14 km    |
| E       | 42.9° N  | 7.3° E    | 10 km    |
| F       | 40.9° N  | 7.3° E    | 7 km     |
| G       | 44.7° N  | 5.5° E    | 5 km     |
| K       | 45.2° N  | 4.1° E    | 4 km     |
| L       | 44.0° N  | 4.5° E    | 6 km     |
| M       | 41.3° N  | 3.7° E    | 8 km     |
| P       | 44.7° N  | 1.9° E    | 4 km     |
| W       | 42.3° N  | 4.3° E    | 6 km     |
| X       | 43.9° N  | 7.9° E    | 4 km     |
| Y       | 41.9° N  | 2.2° E    | 3 km     |
| Z       | 43.4° N  | 2.3° E    | 4 km     |